# Frodo Baggins
Frodo Baggins este unul dintre personajele ficționale din trilogia Stăpânul Inelelor scrisă de J.R.R. Tolkien.
S-a născut în anul 1370 ( anul 2968 pentru anul Gondorului și a Numenorului), fiu al lui Drogo Baggins și Primula Brandybuck Baggins, fiind singur la familie.
Doisprezece ani mai târziu, ieșind pe Râul Viniac, Drogo (având o mare slăbiciune la mâncare și fiind foarte gras) a ieșit cu barca pe râu unde s-a înecat, iar Frodo (Iorhael in elfă și Maura Labingi), a rămas orfan, locuind la Conacul Coniac până când Bilbo Baggins(văr de-al treilea al lui Frodo) l-a convins să vină și să locuiască cu el în Fundătura din Hobbiton. A fost ales ca moștenitor.
Trecînd de vârsta majoratului (33 de ani), jupânul Sam Gamgee (slujitor, prieten dar și grădinar) a început să vadă o schimbare majoră in comportamentul stăpânului său. Tot în acel an, Inelul Puterii intră în posesia sa. 